# Théâtre municipal de Téhéran
Le Théâtre municipal (en persan : تئاتر شهر, Teātr-e Šahr) est un complexe des arts du spectacle situé à Téhéran, la capitale de l'Iran. Il a été construit à l'initiative de la Chahbanu Farah Pahlavi sous le règne de son mari Mohammad Reza Pahlavi, le dernier Chah d'Iran.
Il abrite plusieurs espaces de représentation (notamment les salles Cheharsou, Qashqai, Sayeh), le studio de représentation et le hall principal. Le complexe a été conçu par l'architecte Ali Sardar Afkhami dans les années 1960, et ouvert en 1972.
Depuis la Révolution de 1979, le ministère de la Culture et de l’Orientation islamique supervise sa gestion.

## Galerie

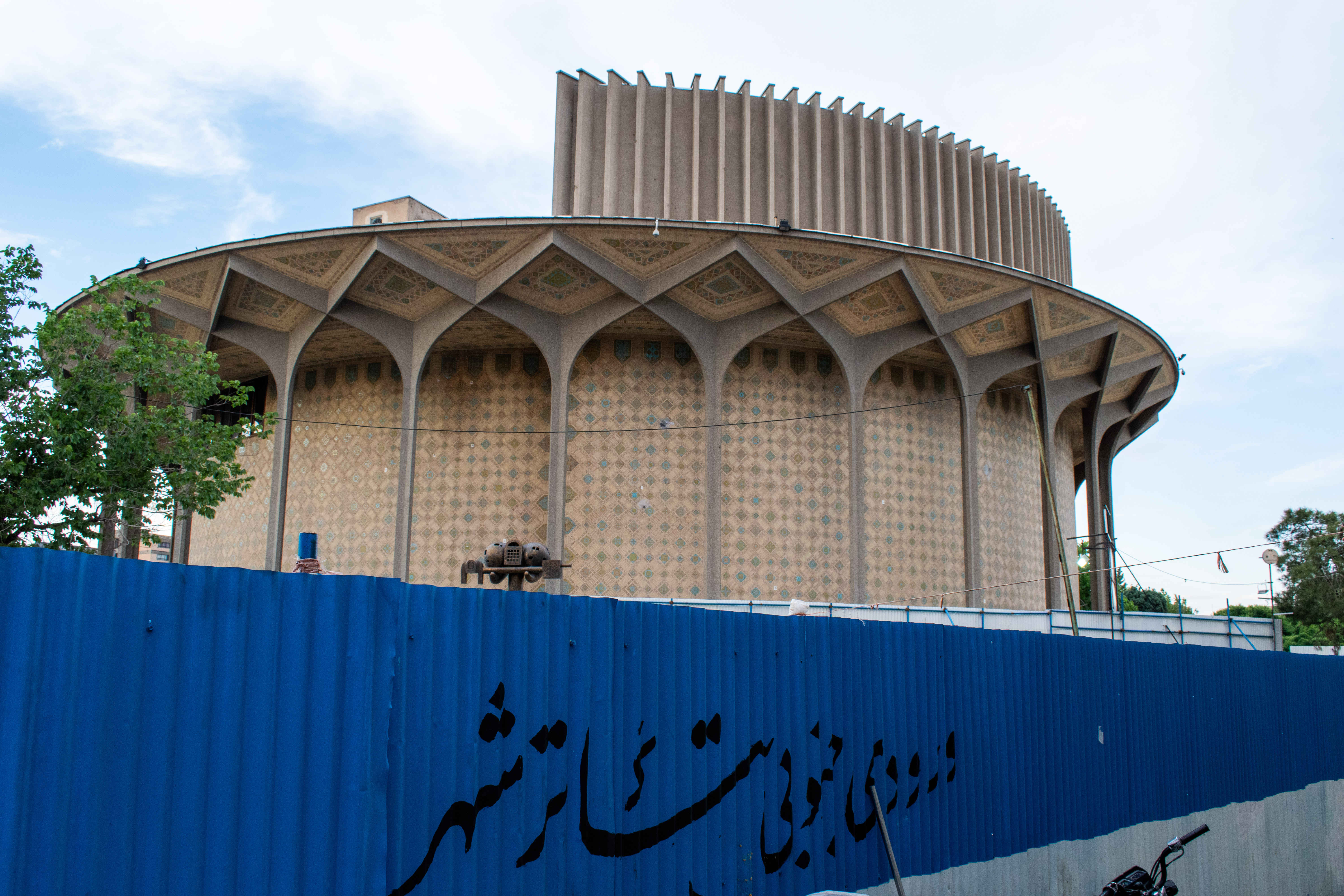
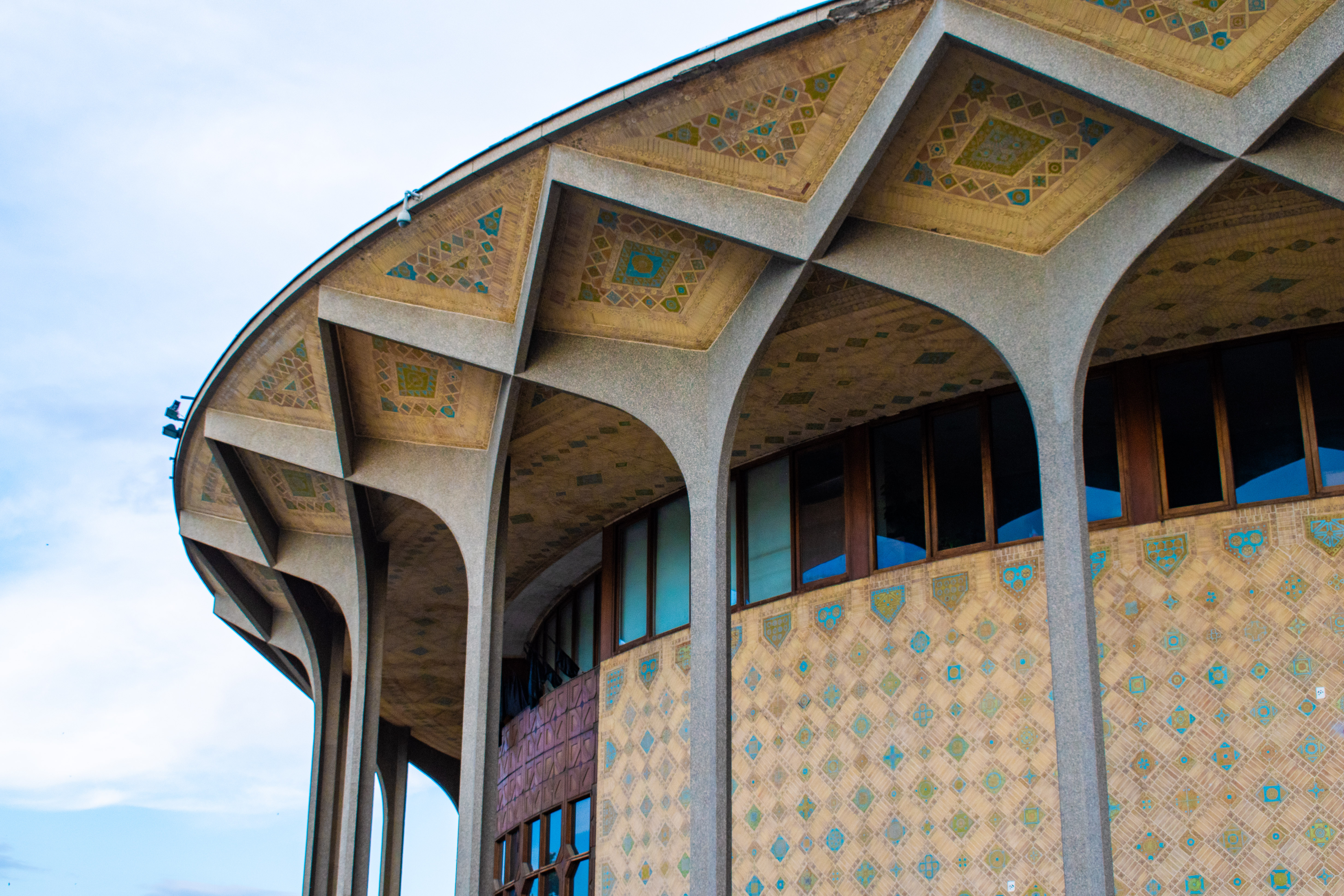
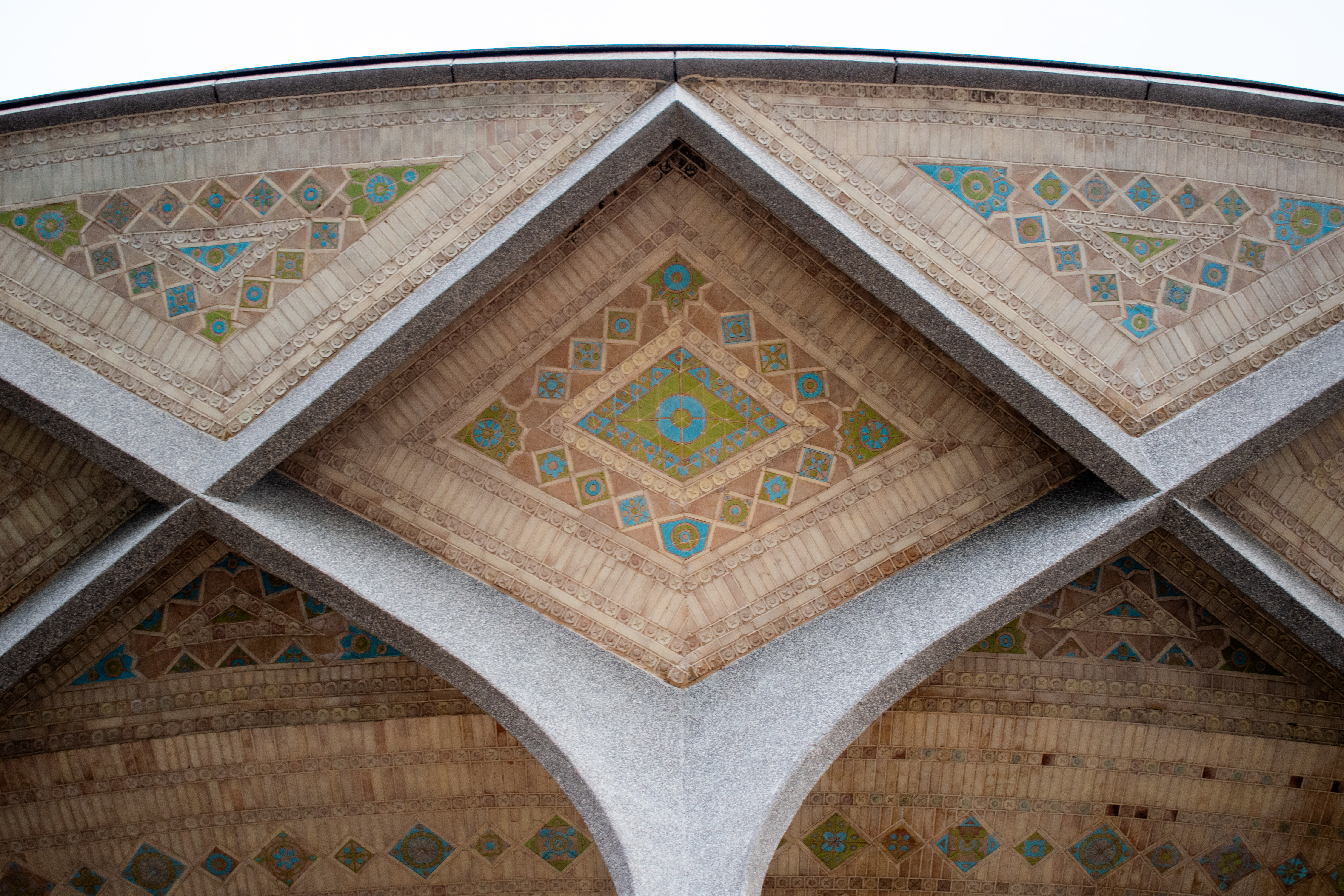